# Heliotropium oliganthum
Heliotropium oliganthum är en strävbladig växtart som beskrevs av Karl Heinz Rechinger. Heliotropium oliganthum ingår i Heliotropsläktet som ingår i familjen strävbladiga växter. Inga underarter finns listade i Catalogue of Life.